# Lesley J. McNair
Lesley James McNair (25. maj 1883 – 25. juli 1944) var en amerikansk officer som gjorde tjeneste under 1. verdenskrig og var general i 2. verdenskrig. McNair og Simon Bolivar Buckner, Jr., der begge var generalløjtnanter, da de blev dræbt, var de højest rangerende amerikanere, der blev dræbt i kamp under 2. verdenskrig. Begge blev efter deres død forfremmet til generaler den 19. juli 1954 ved en kongresbeslutning.

## Tidlige år og karriere
McNair blev født i Verndale, Minnesota, søn af James og Clara Manz McNair. Han tog eksamen som nr. 11 i en årgang på 124 fra West Point, og blev udnævnt til sekondløjtnant i artilleriet i 1904. Han gjorde derefter tjeneste i en række artillerienheder i Utah, Massachusetts, New Jersey og Washington, D.C. (1904-1909). Han blev forfremmet til premierløjtnant i juni 1905 og kaptajn i maj 1907. Derpå gjorde han tjeneste ved 4. artilleriregiment i det vestlige USA (1909-1914). Mens han var tilknyttet dette regiment blev han sendt til Frankrig for at overvære fransk artilleritræning i en periode på syv måneder i 1913 og da han kom tilbage tog han del i generalmajor Frederick Funstons ekspedition til Vera Cruz (30. april – 23. november 1914). Derpå gjorde han tjeneste under general John J. Pershing under Pancho Villa Ekspeditionen, og blev forfremmet til major (Maj 1917).

## 1. Verdenskrig
Da USA gik ind i 1. Verdenskrig blev McNair sendt til Frankrig, hvor han gjorde tjeneste i 1. infanteridivision. For hans fremragende indsats blev han tildelt både Distinguished Service Medal og den franske Légion d'honneur. Han blev også forfremmet til oberstløjtnant (august 1917), oberst (juni 1918) og brigadegeneral (oktober 1918), og blev således den yngste general i United States Army på daværende tidspunkt i en alder af 35.

## Mellemkrigstiden
Efter afslutningen på 1. Verdenskrig i november 1918 forlod han sin stilling som overordnet artilleriofficer i generalstabens træningssektion og vendte tilbage til sin permanente rang af major (1919) og vendte tilbage til USA for at undervise, først på General Service School (1919-1921), derpå var han i en periode stabsofficer på Hawaii (1921-1924). Herefter blev han professor i militærvidenskab og taktik på Purdue University fra 1924 til 1928.
Han blev forfremmet til permanent oberstløjtnant i 1928 og tog eksamen fra Army War College i 1929. Herefter var han assisterende chef for U.S. Army Field Artillery School (1929-1933). Så var han i Civilian Conservation Corps under præsident Franklin Delano Roosevelts første præsidentperiode (1933-1935). Han blev forfremmet til oberst (maj 1935) og overtog kommandoen over 2. feltartilleribrigade i Texas efter at være blevet forfremmet til brigadegeneral i marts 1937, og ledede den indtil april 1939.
Som chef for Command and General Staff College fra april 1939 til juli 1940 indledte McNair forandringer der forberedte kandidaterne på at møde de forestående udfordringer i 2. Verdenskrig.

## 2. Verdenskrig
McNair var stabschef for GHQ, U.S. Army fra juli 1940 til marts 1942. Han blev forfremmet til generalmajor i september 1940, og midlertidig generalløjtnant i juni 1941.
I marts 1942 blev general McNair øverstkommanderende for den amerikanske hærs landstyrker. På denne post var han ansvarlig for organisation, træning og forberedelse af den amerikanske hær til oversøisk tjeneste. Han havde en stor rolle i at forberede storstillede divisions- og korpsøvelser som skulle give hærens chefer erfaring med at lede store styrker under simuleret kamp. Imidlertid betød det at McNair lagde vægt på forkortet grundlæggende kamptrænings skemaer for indkaldte og hans programmer for træning og levering af individuelle erstatninger til kampenheder kom senere under kritik efter den amerikanske invasion i Nordafrika i 1942, en kritik som fortsatte til krigens slutning i Europa.
McNair, som allerede havde fået et Purple Heart for at være blevet såret i Felttoget i Nordafrika blev dræbt i sit skyttehul den 25. juli 1944 ved Saint-Lô under Operation Cobra, af en vildfaren bombe, som blev kastet af et amerikansk fly fra 8. Luftvåben under et angreb med strategiske bombefly som optakt til angrebet.
Hans søn, oberst Douglas McNair, stabschef for 77. infanteridivision blev dræbt to uger senere af en snigskytte på Guam.
Fort Lesley McNair i Washington, D.C. blev omdøbt til ære for ham i 1948. McNair Barracks i Berlin, Tyskland blev opkaldt efter ham.

## Vurdering

### Grundtræning
I de første måneder af krigen fik generalløjtnant McNair en stort set favorabel behandling af hans træningsprogrammer og politikker. McNair blev hyppigt citeret for sin udtalelse om at ingen hær kunne være fuldt effektiv hvis ikke den er ordentligt organiseret, korrekt udstyret, passende ledet og fuldstændig uddannet. I en profilartikel til The Saturday Evening Post fra 1943, skrevet lige inden de amerikanske styrker blev slået på flugt ved Kasserine, skrev journalisten John T. Whitaker overstrømmende om McNair: "Hvis De har en søn eller mand i uniform, kan hans velfærd eller endda overlevelse tilskrives 'Whitey' McNair.".
Under pres for hurtigt at skaffe soldater i stort tal, greb McNair til at skære ned på den grundlæggende og videregående kamptræning, især indenfor områderne kamp-initiativ (lederskabs øvelser i små grupper for indkaldte tropper, hvor alle officerer og underofficerer er dræbt eller såret), kamptilvænning, våbentræning, og taktik for små enheder. Med undtagelse af elite kampenheder såsom luftbårne styrker, som fik intens fysisk træning såvel som realistisk våben og kampinstruktion, brugt McNair hovedparten af træningstiden til at træne værnepligtige i deres særlige specialopgaver eller klassifikation. Fejlene ved dette system blev snart afsløret efter Kasserine passet og andre kritiske indledende konfrontationer med kamphærdede tyske tropper hvor amerikansk infanteri, hjælpeenheder og støttevåbenenheder blev revet op og trak sig tilbage i uorden efter at være blevet løbet over ende. Mens amerikanske styrker som var i konstant indsats mod fjendtlige styrker hurtigt fik kamperfaring viste omkostningerne ved 'træning på jobbet' sig at være ekstremt høje i form af døde og sårede foruden tab af moral. Selv om McNair og hans efterfølgere senere indførte mere realistisk træning baseret på moderne kamperfaringer fortsatte der med at komme mange rapporter om utilstrækkeligt trænede soldater og kampspecialister i resten af krigen. I den forstand blev McNair ikke hjulpet af den praksis som hærchefer som Eisenhower og Mark Clark benyttede med at anbefale, at generaler som havde
fejlet ved kampopgaver, såsom Lloyd Fredendall og John P. Lucas, kom til at lede centre for træning af nye soldater i USA.

### Individuelle erstatningstropper
Et andet problem dukkede op med det individuelle erstatnings system (IRS), en metode udtænkt af general George C. Marshall og gennemført af McNair. I stedet for at lære af kamptrænede veteraner i samme enhed (ved overførsel til en eksisterende bataljon eller regiment, som midlertidigt var roteret ud af kampzonen for gentræning) blev erstatningssoldater før trænet i en række færdigheder og derpå sendt til en lejr for erstatningssoldater (repple-depples). Afsendt uden tilhørsforhold til en enhed eller uden fast ledelse blev de sendt fra den ene midlertidige lejr til den næste, og der gik ofte måneder fra de forlod deres oprindelige enheder til de blev tildelt en enhed. I denne periode blev de psykisk svage, deres disciplin blev svækket og deres erhvervede grundlæggende infanteri eller kampfærdigheder havde en tendens til at blive glemt. Det var på dette tidspunkt at den individuelle erstatningssoldat blev overført til en aktiv enhed,
ofte en kampenhed, såsom kampvogne eller infanteri, som var i frontlinjen. Hertil kom, at cheferne for enhederne ofte stødte på erstatningssoldater, som ikke havde fået træning i brug af deres riffel eller tildelte våbensystemer overhovedet. Da IRS planen begyndte at bryde fuldstændigt sammen i slutningen af 1944 blev andre mænd, heriblandt ældre personer og de som ikke kunne klare hårde fysiske opgaver hentet fra andre specialfunktioner (sekretærer, kokke osv.) eller træningsprogrammer og hurtigt givet seks ugers infanteritræning, hvorefter de blev sendt af sted som erstatningssoldater til kampenheder. Som følge heraf steg tabsraterne til skyerne. I mange frontenheder holdt erstatningssoldater i gennemsnit kun tre eller fire dage inden de blev dræbt eller såret. Samtidig blev veteran soldater beholdt ved fronten indtil de blev dræbt, såret eller blev ukampdygtige af granatchok eller psykisk sygdom. Demoraliserede og bitre ledte et stigende antal infanterister efter enhver undskyldning for at undgå at deltage i offensive operationer og skadede endog sig selv for at slippe væk fra fronten.

### Kontrovers over taktisk doktrin
McNair var også talsmand for kontroversielle teorier om pansret støtte til infanteristyrker, teorier som senere blev vurderet utilstrækkelige. Han fik især kritik for tank destroyer doktrinen. Som artilleriofficer var McNair tilhænger af trukne anti-tank kanoner frem for selvkørende tank-destroyere, selv efter at det var blevet åbenlyst af tyske styrker skiftede deres anti-tank styrker ud med selvkørende kanoner så hurtig som muligt. På grund af de indbyggede forsinkelser ved indsættelse sådanne trukne kanoner, samtidig med at kanonbesætningerne blev betydeligt mere udsat for beskydning fra tyske morterer og mindre våben var trukne amerikanske anti-tank kanoner aldrig rigtig effektive under krigen i Europa. I stedet fik nogle enheder til opgave at fungere som ekstra haubitser der udførte traditionelle artilleriopgaver. Når de blev indsat i deres oprindelige rolle som trukne anti-tank kanoner mod tyske kampvogne og forsvarsstillinger led de trukne bataljoner uforholdsmæssigt store tab sammenlignet med selvkørende tankdestroyer bataljoner.

### Ledelsesevner
McNair var ikke altid heldig i valg af underordnede officerer med ægte evner til militært lederskab. Han havde en naturlig tiltrækning og en meget respekt for general Lloyd Fredendall, der måske var den mest inkompetente feltherre i 2. Verdenskrig. McNair medtog endda Fredendall på en liste over tre overordnede generaler, som han mente var i stand til at lede alle amerikanske styrker i England. I forbindelse med Operation Torch blev Fredendall senere send til Nordafrika, hvor han blev fjernet fra sin post af General Eisenhower efter fiaskoen ved Kasserine.

## Eksterne kilder
- Lesley J. McNair biografi fra Command & General Staff College, Ft. Leavenworth, Kansas Arkiveret 20. maj 2007 hos  Wayback Machine
- History of Fort Lesley J. McNair Arkiveret 13. september 2001 hos  hos Library of Congress – fra hjemmesiden for Military District of Washington